# کپتای
کپتای (به لاتین: Kaptai) یک منطقهٔ مسکونی در بنگلادش است که در ناحیه رنگماتی هیل واقع شده‌است. کپتای ۲۵۹ کیلومتر مربع مساحت و ۶۶٬۱۳۵ نفر جمعیت دارد.